# Marcello Antony
Marcello Antony Couto de Farias (Río de Janeiro, 28 de enero de 1965), más conocido como Marcello Antony, es un actor brasileño.

## Biografía
Marcello Antony creció en Catete, barrio de la Zona Sur de la ciudad de Río de Janeiro, en el seno de una familia de clase media, como hijo mayor de Marilda y el funcionario público José Roberto, con sus hermanos menores Maurice y Márcio. Es conocido por interpretar a Marco Antonio Maliano en la telenovela brasileña Terra Nostra.
Debutó en el teatro en el año 1989 y su primera aparición fue en el año 1996. Con pocos años de carrera como actor, formó parte varios proyectos televisivos de la cadena Rede Globo hasta la fecha, en su mayoría telenovelas.

## Vida privada
Estuvo casado con la actriz brasileña Mónica Torres durante 13 años y adoptó dos hijos, Francisco y Stephanie. Actualmente está casado con la estilista Carolina Villar, con quien tuvo su primer hijo biológico, Lorenzo Villar Antony.

## Filmografía

### Televisión
| Año  | Título                | Personaje                 |
| ---- | --------------------- | ------------------------- |
| 1996 | El rey del ganado     | Bruno Berdinazzi          |
| 1996 | Salsa e Merengue      | Eugênio Amarante Paes     |
| 1998 | Torre de Babel        | Guilherme Leme Toledo     |
| 1999 | Terra Nostra          | Marco Antonio Maliano     |
| 2001 | Um Anjo Caiu do Céu   | Maurício                  |
| 2002 | Corazón de estudiante | Leandro Junqueira         |
| 2003 | Mujeres apasionadas   | Sérgio Vasconcelos        |
| 2004 | Señora del destino    | Viriato Ferreira da Silva |
| 2005 | Belíssima             | André Santana             |
| 2007 | Paraíso Tropical      | Cássio Gouvêia            |
| 2008 | Ciranda de Pedra      | Dr. Daniel Freitas        |
| 2010 | Passione              | Gerson Gouveia            |
| 2012 | As Brasileiras        | Edson                     |
| 2013 | Rastros de mentiras   | Eron                      |